# 六本木25森ビル
六本木25森ビル（ろっぽんぎにじゅうごもりビル）は、かつて東京都港区六本木1丁目にあった高層オフィスビルである。本項では、隣接する六本木21森ビルについても述べる。

## 立地
首都高速谷町ジャンクションの東側に、森ビルにより1971年5月に六本木21森ビル、その南隣りに1973年8月には六本木25森ビルが竣工した。六本木25森ビルは高さ89.8mで、同社で初の高層ビルであった。のちの再開発で、北側に1986年にアーク森ビル（アークヒルズ）、南側には2002年に住友不動産による泉ガーデンタワーが竣工した。
六本木21森ビル、六本木25森ビルとも十分な耐震性能を有していないことから、2011年より両ビル一括での建替えに着手。2013年に「アークヒルズサウスタワー」の名称で竣工した。

## テナント
六本木21森ビルにはコロムビアミュージックエンタテインメント本社、六本木25森ビルにはタカタ、BASFジャパン、日本ルーセント・テクノロジー、興洋海運などが入居していた。